# Kamenari (distrikt)
Kamenari (bulgariska: Каменари) är ett distrikt i Bulgarien.   Det ligger i kommunen Obsjtina Elena och regionen Veliko Tărnovo, i den centrala delen av landet, 220 km öster om huvudstaden Sofia.